# Molzišče
Molzišče je prostor kjer se molzejo krave. Biti mora pravilno oblikovano glede na velikost črede in vsebovati ustrezno molzno opremo.

## Namen
Molzišče je namenjeno strojni molži živali tako, da se ohrani čim boljša kvaliteta mleka in omogoči lažje delo manj osebam v večji čredi. Na splošno velja, da je potrebno stalno zmanjševati stroške pridelave hrane, kar običajno lahko dosežemo le s sodobnejšo opremo. 
Samo molzišče je lahko v sklopu hleva ali pa je tudi fizično ločeno od hleva. Opremljeno je z ustrezno opremo (molzne enote, mlekovod, napeljava za vakuum, zbiralnik in črpalka za mleko, ...), ki omogoča strojno molžo živali. Ideja molzišča je, da se krave molzejo kot po tekočem traku in čim bolj strnjeno. Od tega poteka je odvisno, koliko časa potrebuje molznik, da pomolze določeno število krav. 
Namen molzišča je tudi, olajšanje fizičnih obremenitev molznika, hkrati pa na podlagi zbranih informacij ob molži živali omogoča lažje odločanje pri upravljanju črede.

Pravilno molzišče je grajeno tako, da molznik stoji približno 90 cm nižje od stojišča krave. Zato se mu ni potrebno pripogibati med pripravljanjem krave na molžo in med samo molžo, olajša pa tudi nekatere druge fizične napore.
Molzna mesta v molzišču so lahko opremljena z dodatno opremo kot npr. merilniki količine mleka, merilniki prevodnosti ter antenami za elektronsko razpoznavanje krav. Vsi zbrani podatki se lahko prenašajo v osebni računalnik z ustrezno programsko opremo. Ta nam nudi več nadzora nad čredo in tudi lažje odločanje pri sestavljanju primernih obrokov za krave, predvideva bolezni, beleži potek zdravljenja in v splošnem skrbi za boljšo kondicijo živali.
Molzišče omogoča popolnoma zaprt sistem potovanja mleka iz kravjega vimena do zbiralne hladilne cisterne. Mleko tako ne pride v stik s hlevskim zrakom.

## Tipi molzišč
Glede na ceno, velikost in zmogljivost se molzišča med sabo precej razlikujejo. Različna je postavitev krav med molžo in nekatera oprema.
Ribja kost je molzišče, kjer krave stojijo v dveh vrstah ob molznem kanalu, ena za drugo in pod kotom. V tem primeru molznik dostopa do vimena krave od strani. Podoben sistem je tudi tandem kjer pa krave stojijo ena za drugo. Tandem zato potrebuje večjo površino kot molzišče ribja kost. Ribja kost je primerna za večje in po mlečnosti bolj uravnotežene črede in pa za hleve, kjer je za molzišča na voljo manj prostora. Pri molzišču drug ob drugem (side by side) molznik dostopa do vimena od zadaj. Prednost tega molzišča je hitra menjava krav in tudi manjša poraba prostora. Pri rotacijskih molziščih krave vstopajo na počasi vrtečo molzno ploščo na kateri je običajno 18 ali več molznih mest. Molznik stoji na enem mestu, ter dostopa do vimena od zadaj. Krava se na molzni plošči počasi pomika proti izstopu medtem, ko se molze. Hitrost vrtenja mora torej biti prilagojena kravi na molzni plošči, ki najbolj počasi oddaja mleko. Ta molzišča so primerna za velike obrate. Obstaja še precej drugih tipov molzišč, ki so manj pogosta. V Sloveniji se največ uporablja ribja kost in tandem. 

### Ribja kost
V molziščih ribja kost krave stojijo v dveh vrstah, ena za drugo pod kotom približno 30 stopinj. Na sredini je jama, v kateri je molznik, ki do vimena dostopa od strani živali. Velikosti teh molzišč so zelo različne, razpon je vse od 4 do 60 (2x2 do 2x30) krav naenkrat.  
Molznik napolni eno stran molzišča, jih pripravi za molžo in začne molsti. Medtem ko se ena vrsta molze, pripravlja drugo za izhod iz molzišča, pomolzene krave izpusti ven, k jaslim, napoti naslednje noter, jih pripravi za molžo in jim namesti molzne enote. Ta proces se ponavlja dokler niso vse krave pomolzene. 
Krave se v povprečju molzejo okoli 8 minut, lahko pa se katera tudi precej več. Če v skupino krav na eni stran v molzišču ribja kost  pride krava, ki močno izstopa po času molže, lahko ovira vse ostale, saj jo morajo počakati, da skupaj zapustijo molzišče.  

### Tandem
Kot v ribji kosti tudi v tem primeru molznik stoji na sredini v jami. Za razliko od ribje kosti, tukaj vsaka krava stoji ravno in ne pod kotom. Prav tako ima vsaka krava svoj molzni prostor oziroma boks. Zato prihod, odhod in čas molže ene krave ne vpliva na prihod, odhod ali čas molže druge krave. To je prednost pred ribjo kostjo. Molzni boksi krav so razporejeni v dveh vrstah, po vsaki strani jame v kateri je molznik, lahko je eden tudi ob koncu jame in je pravokotno postavljen na ostali dve vrsti. Po zunanji strani molznih boksov je hodnik, ki omogoča prihod krav v molzišče in odhod nazaj v hlev. Negativna stran tega molzišča je velika poraba prostora. Za razliko od ribje kosti, potrebujemo še vsaj dva hodnika, po katerih krave vstopajo do molznih boksov in izstopajo nazaj v hlev. 

### Drug ob drugem
V molzišču drug ob drugem (Ang.: Side by side), kot že ime samo pove, krave stojijo druga ob drugi. Sistem vstopa krav v molzišče je podoben kot v primeru ribje kosti, vse krave prispejo noter naenkrat, prav tako izstopijo vse naenkrat. Krave prispejo v molzišče po vsaki strani jame, potem se vsaka krava obrne z glavo stran od jame, kjer je molznik, zato dostopa do vimena od zadaj.  Po končani molži krave zapustijo molzišče v smeri, kakor so obrnjene med molžo. Celotna sprednja ograda se dvigne in vse krave na enkrat zapustijo molzišče (nekatera molzišča imajo tudi možnost izhoda posamične krave). Razmerje med zmogljivostjo molzišča in velikostjo le tega je zelo dobro, kar pomeni da lahko v nekem prostoru postavimo molzišče vrste drug ob drugem precej večje, kot molzišče tipa tandem v prostoru z enakimi razsežnostmi.

### Rotacijsko
Rotacijska molzišča ali vrteča molzišča so narejena tako, da krave vstopajo na enem koncu na vrtečo okroglo platformo, ki se enakomerno vrti okoli svoje osi. Ko pride krava okoli, skoraj do točke kjer je vstopila, lahko izstopi. Medtem je na zunanji strani te vrteče platforme molznik, ki krave pripravi na molžo in jim nadane molzne enote. Molzišče zahteva velik prostor. Nekatera rotacijska molzišča imajo zraven že robotske roke, katere kravam očistijo vime in jim nadanejo molzne enote. 

## Oprema molzišča
Potrebna oprema se od vrste do vrste molzišča razlikuje, vendar je nekaj osnovnih elementov, ki so enaki v vseh  molziščih.

### Ogrodje in tla
Da se bodo krave pravilno postavile za molžo, potrebujemo primerno ogrodje, vhodna vrata in izhodna vrata. Vrsta ogrodja je odvisna od vrste molzišča. Ogrodja so železna in prevlečena z nerjavečo snovjo. Tla v molzišču ne smejo biti spolzka niti ko so mokra. Največ se uporabljajo gumijaste podloge. V jami, kjer stoji molznik so primerne nedrseče ploščice še boljša pa je posebna guma. Ta se lahko čisti in molzniku zaradi manj bolečin v nogah tudi bolj prijazna.  

### Vakuumska črpalka
Celotno molzišče deluje na principu podtlaka. Za ustvarjanje podtlaka služi sesalna črpalka ki ustvarja podtlak, s pomočjo katerega delujejo vsi mehanizmi za odpiranje in zapiranje vrat, pretok mleka  in seveda vse molzne enote.

### Molzna enota
se natakne kravi na seske, potem pa s pomočjo podtlaka izmenično stiska leve in desne seske. Ima majhno stekleno posodo (kolektor) v katero se zliva mleko iz vseh 4 seskov, potem pa potuje po ceveh do zbiralne posode.

### Zbiralna posoda
To je zbiralna posoda, v katero priteka mleko iz vseh molznih enot, ki so v molzišču. Iz zbiralne posode črpalka potiska mleko v hladilno cisterno.

### Hladilna cisterna
Iz zbiralne posode melko pretaka v hladilno cisterno kjer se ohladi na približno 4 °C. V tem stanju lahko mleko počaka tudi do 2 dni na odvoz v mlekarno.

### Merilna enota
je naprava, ki spremlja molžo krave. Vsaka molzna enota potrebuje svoj merilnik. Glavna naloga je merjenje količine mleka med vsako molžo. Na njem so kontrolne lučke, ki nas opozorijo na morebitna zdravljena ali kakšne druge aktivnosti krave. Poleg tega pošilja vse podatke o molži informacijskemu sistem. 

Pred molžo nam merilna enota javi tudi učinkovitost pralnega procesa.

### Pralni sistem
Pralni sistem omogoča da se vse molzne enote, cevi po katerih potuje mleko ter zbiralna posoda po vsaki molži očistijo. Za pranje se uporabljajo kislinska in bazična čistilna sredstva.  

### Analiza podatkov o molžah
Informacijski sistem ki je povezan z napravami v molzišču hrani vse podatke o molžah za vsako kravo posebej. Ti sistemi so pogosto povezani tudi s krmilnimi boksi, saj sta doziranje krmil in molža močno povezana procesa. Informacijski sistem oblikuje različne analize s pomočjo katerih se lahko kmet lažje odloča v naprej glede priprave obrokov in ostalih stvari, ki vplivajo na količino, kakovost mleka ter zdravje živali. S pomočjo takšnih analiz lahko tudi prepoznamo znake bolezni ter jo s pravočasnim ukrepanjem preprečimo.